# 現代の理論
『現代の理論』（げんだいのりろん）は、1959年から断続的に刊行されている左派系総合雑誌。

## 第一次
雑誌『現代の理論』第一次は1959年（昭和34年）5月に創刊された。発行元は大月書店。創刊号の巻頭論文を佐藤昇が執筆し、不破哲三、今井則義、田口富久治、日高六郎らが寄稿した。構造改革派系の雑誌とみなされ、日本共産党中央の強圧を受けたとされる。同年9月に5号で停刊した。

## 第二次
1964年1月に第二次『現代の理論』が創刊された。発行元は現代の理論社。1989年12月に休刊するまで4年半の季刊時期を除き20年以上にわたって月刊で発行された。第二次創刊号編集後記には「いまここに『現代の理論』を再生させて読者の前におとどけする。この再生は『現代の理論』の単なる復活ではなく、一九六四年の現時点における新生である。」とあり、第一次『現代の理論』を継承する雑誌であることを明記していた。井汲卓一、長洲一二、佐藤昇、安東仁兵衛らを中心メンバーに、幅広い執筆者を結集した。冷戦下の平和共存論、日本資本主義分析としての国家独占資本主義論、スターリン主義批判、マルクス研究、環境論、市民社会論、ユーロコミュニズムの紹介をおこなった。労働運動、原水禁運動、学生運動など実践運動にも多くの誌面が割かれた。柴田翔の小説が連載されたこともあった。
休刊号（268号）「休刊のお知らせ」によれば、休刊理由は発行部数の低下など経営不振であった。

## 第三次
第二次の中心人物であった沖浦和光がある同窓会的会合で、元全共闘世代に現代の理論復刊を提案し、『現代の理論』と何らかの関わりをもった者が協議して刊行を決定した。季刊雑誌で2004年6月に創刊準備号、10月に創刊号を発行、編集主体は現代の理論編集委員会、発行元は言論NPO・現代の理論とし、書店販売は明石書店に依頼した。その後、財政上の理由で2007年7月12号より明石書店発行となったが、やはり財政難で明石書店が経営から退き、2012年4月20日発行の30号（2012年春号）で終刊した。

## 第四次
第三次『現代の理論』の明石書店への発行主体移転や終刊の経緯を巡り、編集主体が分裂した。一方の側は、ネット季刊雑誌『現代の理論』（現代の理論編集委員会発行）を2014年5月1日創刊した。もう一方の側は、2008年2月から発行していた『FORUM OPINION』を2016年7月夏号より改題し、印刷版季刊雑誌『現代の理論』（特定非営利活動法人NPO現代の理論・社会フォーラム発行、同時代社販売）を刊行した。両者の間で誌名を巡り民事裁判も行われた。ネット版、印刷版の双方が第一次～第三次『現代の理論』を引き継ぐことを標榜して『現代の理論』名で刊行されていたが、誌名裁判が2024年7月に最高裁判所で原告(ネット版・現代の理論編集委員会)勝訴の判決(上告棄却)が出て、被告側(印刷版、NPO現代の理論・社会フォーラム)は2024年秋号より印刷版『現代の理論』を『言論空間』と誌名変更することを表明した。